# Ludmiła Sadovnicova
Ludmiła Sadovnicova – rosyjska psycholog, dr hab., profesor nadzwyczajny Wydziału Ekonomicznego w Szczecinie Wyższej Szkoły Bankowej w Poznaniu i Katedry Organizacji i Zarządzania Przedsiębiorstwem Wydziału Ekonomii i Zarządzania Politechniki Opolskiej.

## Życiorys
Obroniła pracę doktorską, następnie uzyskała stopień doktora habilitowanego. Była profesorem w Katedrze Nauk Humanistycznych na Wydziale Wychowania Fizycznego i Fizjoterapii Politechniki Opolskiej.
Została zatrudniona na stanowisku profesora nadzwyczajnego w Katedrze Organizacji i Zarządzania Przedsiębiorstwem na Wydziale Ekonomii i Zarządzania Politechniki Opolskiej i na Wydziale Ekonomicznym w Szczecinie Wyższej Szkole Bankowej w Poznaniu.